# Provincia di Lucanas
La provincia di Lucanas è una delle 11 province della regione di Ayacucho.
È composta da 21 distretti e il suo capoluogo è Puquio.
- Puquio
- Aucara
- Cabana
- Carmen Salcedo
- Chaviña
- Chipao
- Huacuas
- Laramate
- Leoncio Prado
- Llauta
- Lucanas
- Ocaña
- Otoca
- Saisa
- San Cristóbal
- San Juan
- San Pedro
- San Pedro de Palco
- Sancos
- Santa Ana de Huaycahuacho
- Santa Lucía